# Yomiuri-Nippon-Sinfonieorchester
Das Yomiuri-Nippon-Sinfonieorchester (jap. 公益財団法人 読売日本交響楽団, Kōeki Zaidan Hōjin Yomiuri Nippon Kōkyō Gakudan, kurz: Yomikyō (読響), engl. Yomiuri Nippon Symphony Orchestra) ist ein professionelles japanisches Sinfonieorchester, das 1962 in Tokio durch den Zeitungsverlag Yomiuri Shimbun, die Fernsehgesellschaft Nippon Terebi Hōsōmō und die Yomiuri Fernsehgesellschaft (讀賣テレビ放送) gegründet wurde. Es ist eine gemeinnützige rechtsfähige Stiftung und reguläres Mitglied der japanischen Orchestervereinigung.
Das Orchester gibt regelmäßige Abonnentenkonzerte, darunter je elf Konzerte jährlich in der Suntory Hall und dem Tokyo Metropolitan Theatre, acht Konzerte in der Minato-Mirai-Hall in Yokohama und drei Konzerte in der Symphony Hall in Osaka.
1967 ging das Orchester mit dem Dirigenten Arthur Fiedler erstmals auf eine Auslandstournee durch Amerika und Kanada.

## Dirigenten des Orchesters
- 1962–1963 Willis Page
- 1963–1963 Otto Matzerath (nur zwei Monate von September bis zu seinem Tod im November)
- 1972–1975 Hiroshi Wakasugi
- 1980–1983 Rafael Frühbeck de Burgos
- 1984–1989 Heinz Rögner
- 1992–1998 Tadaaki Otaka
- 1998–2007 Gerd Albrecht
- 2007–2010 Stanisław Skrowaczewski
- 2010–2019 Sylvain Cambreling[1]
- 2019–0000 Sebastian Weigle[2]